# رودولف هاگ
رودولف هاگ (آلمانی: Rudolf Haag؛ زاده ۱۷ اوت ۱۹۲۲ – درگذشته ۵ ژانویه ۲۰۱۶) فیزیک‌دانِ آلمانی بود.

وی بیش از همه به دلیلِ نقش‌ش در صورت‌بندیِ جبری از نظریه میدان کوانتومی اصلِ موضوعی شناخته می‌شود. وِی در سالِ ۱۹۷۰ برندهٔ جایزه ماکس پلانک، و در ۱۹۹۷ برنده جایزه آنری پوانکاره شده است.